# ديفيد إيفار سوانسون
ديفيد إيفار سوانسون هو سياسي أمريكي، ولد في 14 سبتمبر 1884 في شيكاغو في الولايات المتحدة، وتوفي بنفس المكان في 8 أبريل 1950. نشط حزبياً في الحزب الجمهوري. وقد انتخب عضو مجلس نواب إلينوي ‏.